# 呂彦青
呂 彦青（繁体字：呂 彥青、ルー・イェンチン、1996年3月10日 - ）は、台湾（中華民国）の高雄市出身のプロ野球選手（投手）。左投左打。CPBLの中信兄弟所属。

## 経歴

### プロ入り前
2013年の高雄市立三民高級中学3年時に頭角を現し、国内メディアに注目されるようになる。
国立台湾体育運動大学に進学すると、2015年には第27回アジア野球選手権大会、第28回ユニバーシアード競技大会、第1回WBSCプレミア12、2016年には第1回WBSC U-23ワールドカップのチャイニーズタイペイ代表に立て続けに選出されるなどさらなる成長を見せた。2017年の第28回アジア野球選手権大会では日本との決勝戦に先発、田嶋大樹と投げ合い4回までわずか1安打に抑えるも、5回に味方のエラーなどもあり4失点（自責点3）し敗戦投手となった。

### 阪神時代
2017年11月6日、NPB・阪神タイガースへの入団が発表された。年俸は推定800万円、背番号は26。同年オフにおける阪神の補強第1号となった。同月8日から鳴尾浜で行われているファーム秋季練習に参加、練習打ち上げ後に台湾へ一時帰国した。
2018年1月10日、外国人選手としては異例の早さで再来日。同月12日からは阪神鳴尾浜球場で行われている新人合同自主トレに合流した。同年は二軍のウエスタン・リーグで12試合に登板し2勝3敗1セーブ、防御率4.31の成績を残した。11月16日、阪神球団は呂彦青と来季の選手契約を締結したと発表した。
2019年は一軍での登板はなかった。
2020年も一軍での登板はなく、ウエスタン・リーグで16試合登板、1勝4敗、防御率3.15に終わった。オフの12月2日に自由契約となった。

### 味全ドラゴンズ時代
2021年3月10日にCPBLの味全ドラゴンズと、自行培訓選手(日本の育成選手に近い制度)として契約した。

### 中信兄弟時代
2021年7月12日のCPBLドラフト会議で中信兄弟から1位指名を受けた。8月29日の統一ライオンズ戦でCPBL初登板を果たした。9月2日の富邦ガーディアンズ戦でCPBL初先発登板を果たすも、4回2/3を投げ4失点で敗戦投手となった。同月23日の統一ライオンズ戦では6回2/3を無失点にまとめ、CPBL初勝利を記録した。

## 選手としての特徴
最速150km/hの速球と、スライダー、チェンジアップを操る。特にチェンジアップに対する評価が高い。速球がややシュート回転する傾向にある他、制球力に課題を残す。
台湾時代の恩師である元阪神の郭李建夫は「頭を使った投球し反応も良い。大舞台にも恐れずに冷静に投球できる」と評価し、阪神の矢野燿大二軍監督（当時）は「小気味いい。剛腕、剛速球という感じではない。どちらかというと柔らかい」と語っている他、投球スタイルは横浜DeNAベイスターズの今永昇太や元読売ジャイアンツ他の前田幸長などに例えられる。

## 人物
目標とする投手は2013年のWBCで投球を見た能見篤史で、入団会見前に球場視察に訪れたところ、ロッカールームで偶然遭遇し激励を受けたという。日本で対戦したい打者として台湾出身の先輩である読売ジャイアンツの陽岱鋼の名を挙げている。
2017年11月の阪神への入団決定時点では大学4年であり、2018年6月の卒業見込みとなっていたことから、まず学業に専念し卒業後にプロ野球の道に進むためと2017年7月の台湾プロ野球のドラフトを断っていた。

## 詳細情報

### 年度別投手成績
| 年 度     | 球 団     | 登 板 | 先 発 | 完 投 | 完 封 | 無 四 球 | 勝 利 | 敗 戦 | セ 丨 ブ | ホ 丨 ル ド | 勝 率 | 打 者 | 投 球 回 | 被 安 打 | 被 本 塁 打 | 与 四 球 | 敬 遠 | 与 死 球 | 奪 三 振 | 暴 投 | ボ 丨 ク | 失 点 | 自 責 点 | 防 御 率 | W H I P |
| --------- | --------- | ----- | ----- | ----- | ----- | -------- | ----- | ----- | -------- | ----------- | ----- | ----- | -------- | -------- | ----------- | -------- | ----- | -------- | -------- | ----- | -------- | ----- | -------- | -------- | ------- |
| 2021      | 中信      | 13    | 11    | 0     | 0     | 0        | 2     | 3     | 0        | 0           | .400  | 268   | 60.2     | 63       | 5           | 27       | 0     | 5        | 55       | 4     | 0        | 32    | 31       | 4.60     | 1.48    |
| 2022      | 中信      | 51    | 1     | 0     | 0     | 0        | 1     | 2     | 20       | 9           | .333  | 253   | 63.2     | 51       | 2           | 16       | 0     | 2        | 52       | 1     | 0        | 18    | 14       | 1.98     | 1.05    |
| 2023      | 中信      | 54    | 0     | 0     | 0     | 0        | 4     | 5     | 22       | 7           | .444  | 246   | 58.2     | 53       | 6           | 21       | 4     | 1        | 68       | 4     | 0        | 25    | 25       | 3.84     | 1.26    |
| 2024      | 中信      | 54    | 0     | 0     | 0     | 0        | 4     | 2     | 3        | 24          | .667  | 229   | 54.0     | 56       | 2           | 17       | 1     | 1        | 42       | 2     | 0        | 29    | 25       | 4.17     | 1.35    |
| 通算：4年 | 通算：4年 | 172   | 12    | 0     | 0     | 0        | 11    | 12    | 45       | 40          | .478  | 996   | 237.0    | 223      | 15          | 81       | 5     | 9        | 217      | 11    | 0        | 104   | 95       | 3.61     | 1.28    |

- 2024年度シーズン終了時
- 各年度の太字はリーグ最高

### 表彰
CPBL
- 最優秀救援投手：1回（2023年）

### 記録
- 初登板：2021年8月29日、対統一ライオンズ18回戦（台南市立棒球場）、8回裏二死に3番手で救援登板、1/3回無失点
- 初先発登板：2021年9月2日、対富邦ガーディアンズ19回戦（台中インターコンチネンタル野球場）、4回2/3を4失点で敗戦投手
- 初奪三振：同上、1回表に林哲瑄から空振り三振
- 初勝利・初先発勝利：2021年9月23日、対統一ライオンズ22回戦（台中インターコンチネンタル野球場）、6回2/3を無失点

その他の記録
- オールスターゲーム出場：4回（2022年 - 2025年）

### 背番号
- 19（第26回AAA世界野球選手権大会）
  - 15（2015年プレミア12）
- 26（2018年 - 2020年）
- 65（2021年3月14日 - 同年6月12日）
- 58（2021年8月 - ）

### 登場曲
- 「陪你飛」吳思賢（2018年）
- 「Club Can't Handle Me ft. David Guetta」Flo Rida（2019年）
- 「Dance Monkey」Tones And I（2020年）
- 「因你而在」林俊傑（2022年）

### 代表歴
- 2013年AAA世界野球選手権大会チャイニーズタイペイ代表
- 2015年夏季ユニバーシアード野球チャイニーズタイペイ代表
- 2015年アジア野球選手権大会チャイニーズタイペイ代表
- 2015 WBSCプレミア12 チャイニーズタイペイ代表
- 2016年 WBSC U23ワールドカップ 台湾代表
- 2017年夏季ユニバーシアード野球チャイニーズタイペイ代表
- 2017年アジア野球選手権大会チャイニーズタイペイ代表
- 2023 ワールド・ベースボール・クラシック・チャイニーズタイペイ代表